# Saint-Point-Lac
Saint-Point-Lac – miejscowość i gmina we Francji, w regionie Burgundia-Franche-Comté, w departamencie Doubs.
Według danych na rok 1990 gminę zamieszkiwały 134 osoby, a gęstość zaludnienia wynosiła 30 osób/km² (wśród 1786 gmin Franche-Comté Saint-Point-Lac plasuje się na 609. miejscu pod względem liczby ludności, natomiast pod względem powierzchni na miejscu 844.).